# Gvido Zvaigzne
«Gvido Zvaigzne» — документальний фільм 2011 року.

## Зміст
Фільм про життя відомого латиського фотографа й оператора Ґвідо Звайґзне. Його доля була вельми характерна для волелюбних представників творчої інтелігенції Латвії за часів радянської влади. Новаторські пориви у творчості і прагнення відстояти свій власний погляд на світ, розповісти людям правду, — це завжди відрізняло Ґвідо. Його трагічна смерть настала у результаті спроби зафільмувати у детальних подробицях подій 1991 року, коли загін ОМОНу відкрив несанкціонований вогонь у центрі Риги.